# Qeyţag
Qeyţag (persiska: قیطگ, Qeyţak) är en ort i Iran.   Den ligger i provinsen Kermanshah, i den västra delen av landet, 500 km väster om huvudstaden Teheran. Qeyţag ligger 595 meter över havet och antalet invånare är 362.
Terrängen runt Qeyţag är kuperad åt sydost, men åt nordväst är den platt. Runt Qeyţag är det ganska tätbefolkat, med 155 invånare per kvadratkilometer. Närmaste större samhälle är Sarpol-e Z̄ahāb, 4,4 km norr om Qeyţag. Trakten runt Qeyţag består till största delen av jordbruksmark.